# Euchlaena deductaria
Euchlaena deductaria är en fjärilsart som beskrevs av Walker 1860. Euchlaena deductaria ingår i släktet Euchlaena och familjen mätare. Inga underarter finns listade i Catalogue of Life.